# Matt Hyde
Matt Hyde (ur. 19 czerwca 1964) – amerykański producent muzyczny i inżynier dźwięku, a także muzyk i kompozytor, instrumentalista. Absolwent Berklee College of Music w Bostonie. Na stałe związany z Hydeaway Studios w Los Angeles. Matt Hyde jako producent muzyczny i inżynier dźwięku współpracował m.in. z takimi wykonawcami jak: Slayer, No Doubt, Machine Head, Children of Bodom, Sum 41, Monster Magnet, Deftones, The 69 Eyes, Staind oraz Behemoth.
Znany ze współpracy w duecie z Nick’iem Jettem.